# Hermitische matrix
In de lineaire algebra, een deelgebied van de wiskunde, is een hermitische  of zelf-geadjungeerde matrix een vierkante matrix,  die gelijk is aan zijn geadjungeerde matrix. De elementen in een hermitische matrix zijn complexe of reële getallen en het element in de {\displaystyle i}-de rij en de {\displaystyle j}-de kolom is gelijk aan de complex geconjugeerde van het element in de {\displaystyle j}-de rij en de {\displaystyle i}-de kolom, dit voor alle indices {\displaystyle i} en {\displaystyle j}.
Hermitische matrices zijn naar Charles Hermite vernoemd, een Franse wiskundige. Hij liet in 1855 zien dat de eigenwaarden van deze matrices net zoals voor reële symmetrische matrices altijd reëel zijn. Dergelijke matrices spelen een belangrijke rol in de kwantummechanica.

## Definitie
De {\displaystyle n\times n}-matrix {\displaystyle \mathbf {A} } met elementen in {\displaystyle \mathbb {C} } noemt men hermitisch als zijn getransponeerde matrix gelijk is aan zijn complex geconjugeerde matrix. In formulevorm
{\displaystyle \mathbf {A} ^{\text{T}}={\overline {\mathbf {A} }}}
Voor de elementen van de matrix geldt dan voor alle indices {\displaystyle i} en {\displaystyle j}
{\displaystyle a_{i,j}={\overline {a_{j,i}}}}

## Voorbeeld
De onderstaande matrix is een hermitische 2×2-matrix:
{\displaystyle {\begin{bmatrix}3&2+i\\2-i&1\end{bmatrix}}}
De elementen op de hoofddiagonaal moeten reëel zijn, omdat zij hun eigen complex geconjugeerde moeten zijn.
Bekende hermitische matrices zijn pauli-spinmatrices, Gell-Mann-matrices en hun algemene vormen. Hermitische matrices worden in de theoretische natuurkunde vaak met imaginaire coëfficiënten vermenigvuldigd. Dit resulteert in scheef-Hermitische matrices.

## Eigenschappen
- Voor een hermitische matrix {\displaystyle \mathbf {A} } geldt voor een willekeurig inproduct {\displaystyle (\ ,\ )\ } : {\displaystyle \ (\mathbf {x} ,\mathbf {Ay} )=(\mathbf {Ax} ,\mathbf {y} )}. Daaruit ziet men ook dat de eigenwaarden van een hermitische matrix {\displaystyle \mathbf {A} } reëel zijn, immers als {\displaystyle \lambda } een eigenwaarde van {\displaystyle \mathbf {A} } is, bij de eigenvector {\displaystyle \mathbf {x} \neq \mathbf {0} }, geldt:

{\displaystyle \lambda (\mathbf {x} ,\mathbf {x} )=(\mathbf {x} ,\lambda \mathbf {x} )=(\mathbf {x} ,\mathbf {Ax} )=(\mathbf {Ax} ,\mathbf {x} )=(\lambda \mathbf {x} ,\mathbf {x} )={\bar {\lambda }}(\mathbf {x} ,\mathbf {x} )}, zodat {\displaystyle {\bar {\lambda }}=\lambda }, dus reëel.
- Uit voorgaande eigenschap volgt dat ook de determinant van een hermitische matrix reëel is.
- Een reële hermitische matrix is een symmetrische matrix

## Toepassing in de natuurkunde
In de natuurkunde spelen hermitische matrices een belangrijke rol, omdat deze altijd reële eigenwaarden hebben. Een bewerking met reële eigenwaarden correspondeert met een meetbare grootheid in de kwantummechanica.
Zo wordt bijvoorbeeld in de kwantummechanica de impuls {\displaystyle p} voorgesteld door de bewerking:
{\displaystyle p_{\text{op}}={\frac {\hbar }{i}}{\frac {\partial }{\partial {x}}}}
Deze is hermitisch, want:
{\displaystyle \langle \psi _{1}|p_{\text{op}}\psi _{2}\rangle =\langle p_{\text{op}}\psi _{1}|\psi _{2}\rangle }
Immers:
{\displaystyle \langle \psi _{1}|p_{\text{op}}\psi _{2}\rangle =\int _{-\infty }^{+\infty }\psi _{1}^{*}{\frac {\hbar }{i}}{\frac {\partial \psi _{2}}{\partial x}}\ {\rm {d}}x=}
{\displaystyle =\psi _{1}^{*}\psi _{2}|_{-\infty }^{+\infty }-\int _{-\infty }^{+\infty }{\frac {\hbar }{i}}{\frac {\partial }{\partial x}}(\psi _{1}^{*}\psi _{2})\ {\rm {d}}x=}
{\displaystyle =\int _{-\infty }^{+\infty }\left({\frac {\hbar }{i}}{\frac {\partial }{\partial x}}\right)^{*}(\psi _{1}^{*}\psi _{2})\ {\rm {d}}x=\langle p_{\text{op}}\psi _{1}|\psi _{2}\rangle }
Door de randvoorwaarde {\displaystyle \psi _{1,2}(-\infty )=\psi _{1,2}(\infty )=0} valt de stokterm weg.